# شهرستان برادفورد (فلوریدا)
شهرستان برادفورد، فلوریدا (به انگلیسی: Bradford County, Florida) یک سکونتگاه مسکونی در ایالات متحده آمریکا است که در فلوریدا واقع شده‌است.

## خصوصیات
شهرستان برادفورد ۷۷۷٫۰ کیلومترمربع مساحت دارد.